# Eurogrand
EuroGrandはジブラルタルにてライセンスを受けているオンラインカジノ運営会社である。EuroGrandはイギリスにあるウィリアムヒルの子会社である。
ユーザーはブラックジャック、ルーレット、ビデオポーカー、スロットゲーム、そしてオンラインスクラッチカードを含む数百に及ぶアニメーションカジノゲームにアクセス可能となる。さらにライブカジノ施設もあり、ユーザーはライブビデオストリームを利用して、プロのカジノディーラーによって運営されているカジノテーブルでプレーすることができる。このウェブサイトではまた、モバイルプラットフォームも運営しており、ユーザーはモバイル機器からアクセスすることもできる。
オンラインカジノ業界は1990年代後半に登場してから急速に成長を遂げており、21世紀初頭の現在では最も利益を生み出すインターネットビジネスの1つとして数えられている。

## 特徴
ユーザーはユーロ、米ドル、英ポンド、カナダドル、そしてオーストラリア・ドルを含む様々な通貨でプレーすることができる。EuroGrandサイトは英語、スペイン語、フランス語、そしてドイツ語を含む12の言語で利用することができる。
EuroGrandは常に多くのユーザープロモーションを提供し続けている。特に、新規プレイヤーとある一定の期間プレーし続けているプレイヤーに対しては特別ボーナスを提供している。
EuroGrandにて提供されているカジノゲームはロンドン証券取引所に上場している企業である、Playtechソフトウェア有限会社によって開発・管理されている。この企業はIOS、Android両方のモバイルアプリケーションも提供している。

## 参照
1. ↑  Gambling Commission Licensee